# Tōgane

Tōgane (東金市 Tōgane-shi?), este un municipiu din Japonia, prefectura Chiba.